# 裂萼水玉簪
裂萼水玉簪（学名：Burmannia oblonga）是水玉簪科水玉簪属的植物。分布于马来半岛、中南半岛以及中国大陆的海南等地，生长于海拔1,500米的地区，一般生于腐殖土上及密林中，目前尚未由人工引种栽培。